# Jan Iebsen
Jan (Hans, Johannes) Iebsen (Jepsen) (død 1. februar 1700 i København) var en dansk maler.
Han var søn af kræmmer Hans Iebsen og Margrethe Nielsdatter og blev formentlig født i Sønderborg, hvor hele hans slægt levede. Man ved intet om Iebsens ungdom og uddannelse. Han har formentlig en tid bistået Abraham Wuchters. Hans aktivitet kan dokumenteres fra 1669, og han ansattes 1. januar 1680 som enkedronning Sophie Amalies hofmaler. Forbindelsen med dronning Sophie Amalie skyldes muligvis hertuginde Augusta af Sønderborg, som var dronningens nære veninde.
Han underskrev sig "I. Iebsen", men i hans segl står "H.I." Han var ugift. Det meste af hans produktion brændte med Sophie Amalienborg 1689, hvilket gør en kunstnerisk vurdering vanskelig.

## Værker
- Portrætter af dronning Sophie Amalie, hendes datter, kurfyrstinde kurfyrstinde Anna Sophie af Sachsen, og hendes barnebarn, prinsen af Gottorp, formentlig hertug Frederik IV (alle 1680, forsvundet)
- Portræt af provst F. Brandt (1680, Systofte Kirke, stukket af Hubert Schaten 1683)
- 53 malerier til enkedronningens nye kabinet på Sophie Amalienborg, hvoraf 38 var udført 1683, bl.a. portræt af Frederik III; Sophie Amalie (9 gange)
- Den kvindelige dværg Grettgen (forsvundet)
- Moorinde og abe (1687, De Danske Kongers Kronologiske Samling, formentlig et af billederne af "de norske drenge, morer og dværge" til dronningens have)
- Portræt af Ole Borch (ca. 1690, Københavns Universitet, stukket af Hubert Schaten 1691)
- Portræt af Otto Skeel (?1695, signeret J. Jebsen invenit & delineavit, forsvundet, kendt i stik af P. van Gunst)
- Tre skilderier (1695, forsvundet)
- Et alterstykke (1697, forsvundet)
- Portræt af kronprins Frederik (IV) (1697, af Zahlkassen betalt til Jacob I., antagelig en fejlskrivning)

Efterladte arbejder (forsvundet):
- 67 færdige malerier: Landskaber; fugle; ovidiske og historiske scener; portrætter af Frederik III; Christian V; Frederik IV; disses dronninger; prinsesse Sophie Hedevig; Karl XI af Sverige; dronning Ulrika Eleonora; Karl XII; Frederik Ahlefeldt; hans to hustruer; Conrad Reventlow som ung; Nicodemus Tessin den yngre samt selvportrætter.